# Liste der politischen Parteien in Österreich
Das Wesen der Verfassung der Republik Österreich bringt es mit sich, dass politische Parteien zwar im Bundes-Verfassungsgesetz erwähnt, dort aber nicht definiert werden. Dies geschieht im Parteiengesetz, dessen §1 im Verfassungsrang steht:
(1) Die Existenz und Vielfalt politischer Parteien sind wesentliche Bestandteile der demokratischen Ordnung der Republik Österreich.
(2) Eine politische Partei ist eine dauernd organisierte Verbindung, die durch gemeinsame Tätigkeit auf eine umfassende Beeinflussung der staatlichen Willensbildung, insbesondere durch die Teilnahme an Wahlen zu allgemeinen Vertretungskörpern und dem Europäischen Parlament, abzielt und deren Satzung beim Bundesministerium für Inneres hinterlegt ist.
(3) Die Gründung politischer Parteien ist frei, sofern bundesverfassungsgesetzlich nichts anderes bestimmt ist. Ihre Tätigkeit darf keiner Beschränkung durch besondere Rechtsvorschriften unterworfen werden.
Eine verfassungsrechtliche Beschränkung besteht freilich nach dem Verbotsgesetz.
Mit der Hinterlegung der Satzung beim Bundesministerium für Inneres erlangt die politische Partei Rechtspersönlichkeit. Die Satzungen müssen dabei enthalten: Organe der Partei und deren Vertretungsbefugnis (es muss dabei mindestens eine Mitgliederversammlung, ein Leitungsorgan und ein Kontrollorgan definiert werden), Rechte und Pflichten der Mitglieder, die Gliederung der Partei, Bestimmungen über die freiwillige Auflösung der Partei.

## In Parlamenten vertretene Parteien
Folgende Parteien sind im Nationalrat, im Europäischen Parlament oder in zumindest einem Landtag vertreten:
| Logo | Partei                                                   | Kürzel | Mitglieder (Stand: 2017) | Landes- organ. | Nationalrats- mandate (2024) | Europaparl.- mandate (2024) | Landtags- mandate (2024) | Gründungs- jahr |
| ---- | -------------------------------------------------------- | ------ | ------------------------ | -------------- | ---------------------------- | --------------------------- | ------------------------ | --------------- |
|      | Österreichische Volkspartei (auch Die Volkspartei (ÖVP)) | ÖVP    | 600000                   | 9              | 51                           | 5                           | 138                      | 1945            |
|      | Sozialdemokratische Partei Österreichs                   | SPÖ    | 180000                   | 9              | 41                           | 5                           | 130                      | 1888            |
|      | Freiheitliche Partei Österreichs                         | FPÖ    | 60000                    | 9              | 57                           | 7                           | 91                       | 1955            |
|      | Die Grünen – Die Grüne Alternative                       | GRÜNE  | 7000                     | 9              | 16                           | 2                           | 42                       | 1986            |
|      | MFG – Österreich Menschen – Freiheit – Grundrechte       | MFG    | 4000                     | 5              | -                            | -                           | 3                        | 2021            |
|      | NEOS – Das Neue Österreich und Liberales Forum           | NEOS   | 2700                     | 9              | 18                           | 2                           | 21                       | 2012            |
|      | Kommunistische Partei Österreichs                        | KPÖ    | 2500                     | 9              | -                            | -                           | 6                        | 1918            |
|      | Liste Fritz Dinkhauser                                   | FRITZ  | ?                        | 1              | -                            | -                           | 3                        | 2008            |
|      | Team Kärnten                                             | TK     | ?                        | 1              | -                            | -                           | 5                        | 2017            |

## Weitere Parteien

### Weitere Parteien in Parteienverzeichnis
Eine Partei muss zur Gründung ihre Satzung im Bundesministerium für Inneres (BMI) hinterlegen. Es gibt nicht viele gesetzliche Auflagen. Stand Jänner 2024 waren beim BMI 1312 Satzungen politischer Parteien hinterlegt.
Von diesen Parteien traten folgende Parteien seit 2015 zu Landtags-, Nationalrats- oder Europawahlen an (in alphabetischer Reihenfolge):
- Bündnis Zukunft Österreich (zuletzt Nationalratswahl 2019 nur in Kärnten); Bei der Landtagswahl in Kärnten 2023 kandidierte das Bündnis für Kärnten (BFK, vormals BZÖ Kärnten) „unter dem Dach“ der „Freien Bürgerpartei Österreich“[6][7]
- Die Bierpartei (Nationalratswahl 2019 nur in Wien und Wien 2020 | 2025 wurde die Partei aufgelöst)
- Christliche Partei Österreichs (zuletzt Oberösterreich 2021)
- Die Weißen - Das Recht geht vom Volk aus. Wir alle entscheiden in Österreich. Die Volksbewegung (Nationalratswahl 2017)
- family. Die Tiroler Familienpartei (zuletzt Tirol 2018)
- Freie Partei Salzburg (zuletzt Salzburg 2018)
- Impuls-tirol (zuletzt Tirol 2018)
- Jede Stimme GILT (zuletzt Nationalratswahl 2019 nur in Tirol und Vorarlberg)
- LINKS (zuletzt in Kooperation mit der KPÖ für Wien 2025)
- Liste Burgenland (zuletzt Burgenland 2020)
- Männerpartei (zuletzt Nationalratswahl 2017)
- NBZ - Neue Bewegung für die Zukunft (Nationalratswahl 2017)
- Soziales Österreich der Zukunft (Wien 2025)
- Sozialistische Linkspartei (zuletzt Nationalratswahl 2019 nur in Oberösterreich)
- Team HC Strache – Allianz für Österreich (zuletzt Wien 2025)
- Vision Österreich (Kärnten 2023)
- Volt Österreich (zuletzt Bezirksvertretungswahl in Wien 2025)
- Wandel (zuletzt auf der Liste KPÖ bei der Wien 2025)
- Partei der Arbeit Österreichs (zuletzt Bezirksvertretungswahl in Wien 2025)

### Wahlbündnisse und Listen
Wahlparteien können auch unabhängig von politischen Parteien gebildet werden und zu Wahlen antreten:
- Die GELBEN (BGE)
- F.A.I.R. (Für alle interessierten Reformer) (Kärnten 2018)
- Liste Hans Mayr – Sbg – die Salzburger Bürgergemeinschaft (Salzburg 2018)
- Verantwortung Erde (Kärnten 2018)
- Wir für Floridsdorf (Wien 2020)
- Wir für Niederösterreich (Niederösterreich 2018)
- WIR – Plattform für Familien und Kinderschutz (Landtagswahlen in Vorarlberg 2014, 2019 und 2024)
- Obdachlose in der Politik (Nationalratswahl 2017, nur in Wien)

### Weitere Parteien
Folgende noch aktive Parteien traten früher zu Landtags-, Nationalrats- oder Europawahlen an:
- Bündnis Neutrales Freies Österreich
- Enotna Lista/Einheitsliste (EL)
- Piratenpartei Österreichs

## Historisch

### Historische Parteien
Historische Parteien, die in der Republik Österreich oder ihrem Vorgängerstaat Cisleithanien tätig waren:
- Alternative Liste Österreichs (ALÖ)
- Arbeitsgemeinschaft für demokratische Politik
- Christlich Soziale Allianz (CSA)
- Christlichsoziale Partei (CS/CsP)
- Christliche Wählergemeinschaft
- Demokratische Partei Österreichs (DPÖ)
- Demokratische Union (DU)
- Demokratische Fortschrittliche Partei (DFP)
- Demokratische Wirtschaftspartei (DWP)
- Deutsche Arbeiterpartei (Österreich-Ungarn) (DAP)
- Deutschliberale Partei (Österreich)
- Deutsche Nationalsozialistische Arbeiterpartei (DNSAP)
- Deutschnationale Parteien (DnP)
- Deutschösterreichische Volkspartei
- Die Demokraten
- Die Unabhängigen – Liste Lugner (DU)
- Die Freiheitlichen in Kärnten (FPK)
- Großdeutsche Volkspartei (GDVP)
- Heimatblock (HB)
- Jetzt – Liste Pilz (JETZT)
- Jüdischnationale Partei (JNP)
- Partei der Kärntner Slowenen (KSS), auch Kärntner slowenische Partei (slow. Koroška slovenska stranka)
- Landbund für Österreich (LBd)
- Liberales Forum (LIF) (sind in der Partei Neos aufgegangen[8])
- Liste Dr. Martin
- Marxistisch-Leninistische Partei Österreichs (MLPÖ)
- Nationaldemokratische Partei (NDP)
- Nationalsozialistische Deutsche Arbeiterpartei Österreichs – Hitlerbewegung (NSDAP-Hitlerbewegung)
- Österreichische Bürger- und Wirtschaftspartei (ÖBWP)
- Österreichische und Europäische Tierrechtspartei und Tierschutzpartei Mensch-Umwelt-Tierschutz
- Sozialistische Arbeiterpartei (SAP) (vulgo Links-Sozialisten)
- Ständische Bauernvereinigung (StBV)
- Team Stronach (TS), zwischen 2012 und 2017
- Ude-Verband (Ude)
- Vaterländische Front (VF), Einheitspartei zwischen 1934 und 1938
- Vereinte Grüne Österreichs (VGÖ)
- Verband der Unabhängigen, auch Wahlpartei der Unabhängigen (VdU, auch WdU)
- Vierte Partei (Ergokraten)
- Die Bierpartei (Bier)

### Historische Wahlbündnisse
- Einheitsliste (EL)
- Freidemokraten (Wien 2015)
- Gemeinsam für Wien (Wien 2015)
- LINKE Liste (Europawahl 2004)
- Linke (Nationalratswahl 2008)
- EUSTOP (Europawahl 2014)
- Europa anders (Europawahl 2014)
- Nationaler Wirtschaftsblock und Landbund (NWB)
- Völkischsozialer Block (VSB)
- Wahlgemeinschaft Österreichische Volksopposition (VO)
- Wien anders (Wien 2015)
- Wir wollen Wahlfreiheit - Liste Pollischansky (Wien 2015)